# Stany Zjednoczone na Zimowych Igrzyskach Olimpijskich 2006
Stany Zjednoczone na Zimowych Igrzyskach Olimpijskich 2006 reprezentowało 211 zawodników. Była to najliczniejsza ekipa podczas tych igrzysk. Był to dwudziesty start Stanów Zjednoczonych na zimowych igrzyskach olimpijskich.

## Zdobyte medale
| Medal  | Zawodnik | Dyscyplina sportowa   | Konkurencja               |
| ------ | --- | --------------------- | ------------------------- |
| Złoto  | Shaun White | Snowboarding          | Halfpipe mężczyzn         |
| Złoto  | Hannah Teter | Snowboarding          | Halfpipe kobiet           |
| Złoto  | Joey Cheek | Łyżwiarstwo szybkie   | 500 m mężczyzn            |
| Złoto  | Ted Ligety | Narciarstwo alpejskie | Kombinacja mężczyzn       |
| Złoto  | Seth Wescott | Snowboarding          | Snowboard cross mężczyzn  |
| Złoto  | Shani Davis | Łyżwiarstwo szybkie   | 1000 m mężczyzn           |
| Złoto  | Julia Mancuso | Narciarstwo alpejskie | Gigant mężczyzn           |
| Złoto  | Apolo Anton Ohno | Short track           | 500 m mężczyzn            |
| Brąz   | Chad Hedrick | Łyżwiarstwo szybkie   | 5000 m mężczyzn           |
| Srebro | Danny Kass | Snowboarding          | Halfpipe mężczyzn         |
| Srebro | Gretchen Bleiler | Snowboarding          | Halfpipe kobiet           |
| Srebro | Lindsey Jacobellis | Snowboarding          | Snowboard cross kobiet    |
| Srebro | Joey Cheek | Łyżwiarstwo szybkie   | 1000 m mężczyzn           |
| Srebro | Tanith Belbin Benjamin Agosto | Łyżwiarstwo figurowe  | Pary taneczne             |
| Srebro | Shauna Rohbock Valerie Fleming | Bobsleje              | Dwójki kobiet             |
| Srebro | Shani Davis | Łyżwiarstwo szybkie   | 1500 m mężczyzn           |
| Srebro | Sasha Cohen | Łyżwiarstwo figurowe  | Solistki                  |
| Srebro | Chad Hedrick | Łyżwiarstwo szybkie   | 10 000 m mężczyzn         |
| Brąz   | Toby Dawson | Narciarstwo dowolne   | Jazda po muldach mężczyzn |
| Brąz   | Apolo Anton Ohno | Short track           | 1000 m mężczyzn           |
| Brąz   | Chad Hedrick | Łyżwiarstwo szybkie   | 1500 m mężczyzn           |
| Brąz   | Rosey Fletcher | Snowboarding          | Gigant równoległy kobiet  |
| Brąz   | Alex Izykowski J.P. Kepka Apolo Anton Ohno Rusty Smith | Short track           | Sztafeta mężczyzn         |
| Brąz   | Pete Fenson Shawn Rojeski Joseph Polo John Shuster Scott Baird | Curling               | Mężczyźni                 |
| Brąz   | Caitlin Cahow Julie Chu Natalie Darwitz Pam Dreyer Tricia Dunn-Luoma Molly Engstrom Chanda Gunn Jamie Hagerman Kim Insalaco Kathleen Kauth Courtney Kennedy Katie King Kristin King Sarah Parsons Jenny Schmidgall-Potter Helen Resor Angela Ruggiero Kelly Stephens Lyndsay Wall Krissy Wendell | Hokej na lodzie       | Kobiety                   |

## Wyniki reprezentantów Stanów Zjednoczonych

### Biathlon
Mężczyźni
- Tim Burke

sprint - 37. miejsce
bieg pościgowy - 38. miejsce
bieg indywidualny - 58. miejsce
sztafeta - 9. miejsce
- Lowell Bailey

sprint - 48. miejsce
bieg pościgowy - 50. miejsce
bieg indywidualny - 27. miejsce
sztafeta - 9. miejsce
- Jeremy Teela

sprint - 62. miejsce
bieg indywidualny - 51. miejsce
sztafeta - 9. miejsce
- Jay Hakkinen

sprint - 80. miejsce
bieg indywidualny - 10. miejsce
bieg masowy - 13. miejsce
sztafeta - 9. miejsce
Kobiety
- Rachel Steer

sprint - 35. miejsce
bieg pościgowy - 39. miejsce
bieg indywidualny - 41. miejsce
sztafeta - 15. miejsce
- Tracy Barnes

sprint - 71. miejsce
bieg indywidualny - 57. miejsce
sztafeta - 15. miejsce
- Sarah Konrad

sprint - 75. miejsce
bieg indywidualny - 62. miejsce
- Carolyn Treacy

sprint - 80. miejsce
sztafeta - 15. miejsce
- Lanny Barnes

bieg indywidualny - 64. miejsce
sztafeta - 15. miejsce

### Biegi narciarskie
Mężczyźni
- Chris Cook

Sprint stylem dowolnym - 21. miejsce
- Lars Flora

Sprint stylem dowolnym - 46. miejsce
15 km stylem klasycznym - 50. miejsce
30 km bieg łączony - 48. miejsce
- Justin Freeman

15 km stylem klasycznym - 52. miejsce
- Kris Freeman

15 km stylem klasycznym - 21. miejsce
50 km stylem dowolnym - 61. miejsce
- Andrew Johnson

15 km stylem klasycznym - 51. miejsce
30 km bieg łączony - 42. miejsce
50 km stylem dowolnym - 34. miejsce
- Torin Koos

Sprint stylem dowolnym - 36. miejsce
- Andrew Newell

Sprint stylem dowolnym - 16. miejsce
- James Southam

30 km bieg łączony - 43. miejsce
50 km stylem dowolnym − DNF
- Carl Swenson

30 km bieg łączony - 39. miejsce
50 km stylem dowolnym − DNF
- Chris Cook
Andrew Newell

Sprint drużynowy - 13. miejsce
- Kris Freeman
Lars Flora
Andrew Johnson
Carl Swenson

sztafeta - 12. miejsce
Kobiety
- Rebecca Dussault

15 km bieg łączony - 48. miejsce
30 km stylem dowolnym - 43. miejsce
- Sarah Konrad

30 km stylem dowolnym - 32. miejsce
- Abby Larson

10 km stylem klasycznym - 57. miejsce
15 km bieg łączony - 56. miejsce
30 km stylem dowolnym - 47. miejsce
- Kikkan Randall

Sprint stylem dowolnym - 9. miejsce
10 km stylem klasycznym - 53. miejsce
- Wendy Kay Wagner

Sprint stylem dowolnym - 35. miejsce
10 km stylem klasycznym - 50. miejsce
- Lindsey Weier

10 km stylem klasycznym - 59. miejsce
15 km bieg łączony - 55. miejsce
30 km stylem dowolnym − DNF
- Lindsay Williams

Sprint stylem dowolnym - 38. miejsce
15 km bieg łączony - 62. miejsce
- Wendy Kay Wagner
Kikkan Randall

Sprint drużynowy - 10. miejsce
- Wendy Kay Wagner
Kikkan Randall
Sarah Konrad
Rebecca Dussault

sztafeta - 14. miejsce

### Bobsleje
Mężczyźni
- Todd Hays, Pavle Jovanovic

dwójka - 7. miejsce
- Steven Holcomb, Bill Schuffenhauer

dwójka - 14. miejsce
- Steven Holcomb, Curt Tomasevicz, Bill Schuffenhauer, Lorenzo Smith III

czwórka – 6. miejsce
- Todd Hays, Pavle Jovanovic, Steve Mesler, Brock Kreitzburg

czwórka - 7. miejsce
Kobiety
- Shauna Rohbock, Valerie Fleming

dwójka – 
- Jean Prahm, Vonetta Flowers

dwójka – 6. miejsce

### Curling
Mężczyźni
- Pete Fenson, Scott Baird, Joseph Polo, Shawn Rojeski, John Shuster –

Kobiety
- Cassandra Johnson, Maureen Brunt, Courtney George, Jamie Johnson, Jessica Schultz – 8. miejsce

### Hokej na lodzie
Mężczyźni
- Rick DiPietro, Robert Esche, John Grahame, Chris Chelios, Derian Hatcher, Bret Hedican, Jordan Leopold, John-Michael Liles, Brian Rafalski, Mathieu Schneider, Jason Blake, Erik Cole, Craig Conroy, Chris Drury, Brian Gionta, Scott Gomez, Bill Guerin, Mike Knuble, Mike Modano, Mark Parrish, Brian Rolston, Keith Tkachuk, Doug Weight – 6. miejsce

Faza grupowa
| 15 lutego 2006 | Łotwa | 3:3 | Stany Zjednoczone | Palasport Olimpico, Turyn |

| Godzina: 21:05 |  | (1:2, 2:0, 0:1) |  | Widzów: 7851 Sędzia główny: Timo Favorin |

| 16 lutego 2006 | Stany Zjednoczone | 4:1 | Kazachstan | Torino Esposizioni, Turyn |

| Godzina: 21:05 |  | (3:0, 0:0, 1:1) |  | Widzów: 3400 Sędzia główny: Thomas Andersson |

| 18 lutego 2006 | Słowacja | 2:1 | Stany Zjednoczone | Torino Esposizioni, Turyn |

| Godzina: 20:05 |  | (0:0, 1:1, 1:0) |  | Widzów: 4697 Sędzia główny: Dan Marouelli |

| 19 lutego 2006 | Stany Zjednoczone | 1:2 | Szwecja | Torino Esposizioni, Turyn |

| Godzina: 17:05 |  | (1:1, 0:0, 0:1) |  | Widzów: 4450 Sędzia główny: Dan Marouelli |

| 21 lutego 2006 | Stany Zjednoczone | 4:5 | Rosja | Palasport Olimpico, Turyn |

| Godzina: 20:35 |  | (1:2, 1:1, 2:2) |  | Widzów: 9378 Sędzia główny: Paul Devorski |

Ćwierćfinał
| 22 lutego 2006 | Finlandia | 4:3 | Stany Zjednoczone | Palasport Olimpico, Turyn |

| Godzina: 17:35 |  | (2:1, 2:1, 0:1) |  | Widzów: 6691 Sędzia główny: Paul Devorski |

Kobiety
- Pam Dreyer, Chanda Gunn Courtney Kennedy, Angela Ruggiero, Lyndsay Wall, Helen Resor, Caitlin Cahow, Molly Engstrom, Jamie Hagerman Krissy Wendell, Kim Insalaco, Jenny Potter, Julie Chu, Kelly Stephens, Kathleen Kauth, Kristin King, Katie King, Natalie Darwitz, Tricia Dunn-Luoma, Sarah Parsons –

Faza grupowa
| 11 lutego 2006 | Stany Zjednoczone | 6:0 | Szwajcaria | Torino Esposizioni, Turyn |

| Godzina: 18:05 |  | (1:0, 1:0, 4:0) |  | Widzów: 2900 Sędzia główny: Katerina Ivicicova |

| 12 lutego 2006 | Niemcy | 0:5 | Stany Zjednoczone | Palasport Olimpico, Turyn |

| Godzina: 19:05 |  | (0:2, 0:2, 0:1) |  | Widzów: 7794 Sędzia główny: Anu Hirvonen |

| 14 lutego 2006 | Stany Zjednoczone | 7:3 | Finlandia | Palasport Olimpico, Turyn |

| Godzina: 20:35 |  | (1:2, 1:1, 5:0) |  | Widzów: 7697 Sędzia główny: Stephanie Norman |

Półfinał
| 17 lutego 2006 | Stany Zjednoczone | 2:3 | Szwecja | Palasport Olimpico, Turyn |

| Godzina: 17:05 |  | (1:0, 1:2, 0:0, 0:0, 0:1) |  | Widzów: 5654 Sędzia główny: Joy Tottman |

Mecz o brązowy medal
| 20 lutego 2006 | Finlandia | 0:4 | Stany Zjednoczone | Palasport Olimpico, Turyn |

| Godzina: 16:35 |  | (0:3, 0:1, 0:0) |  | Widzów: 5150 Sędzia główny: Joy Tottman |

### Kombinacja norweska
Mężczyźni
- Brett Camerota

Gundersen HS106/15 km - 68. miejsce
- Eric Camerota

Sprint HS134/7,5 km - 39. miejsce
- Bill Demong

Sprint HS134/7,5 km - 25. miejsce
Gundersen HS106/15 km - 15. miejsce
- Todd Lodwick

Sprint HS134/7,5 km - 9. miejsce
Gundersen HS106/15 km - 8. miejsce
- Johnny Spillane

Sprint HS134/7,5 km - 10. miejsce
Gundersen HS106/15 km - 30. miejsce
- Bill Demong
Carl Van Loan
Johnny Spillane
Todd Lodwick

Drużynowo HS134/4x5 km - 7. miejsce

### Łyżwiarstwo figurowe
Mężczyźni
- Evan Lysacek

Soliści - 4. miejsce
- Matthew Savoie

Soliści - 7. miejsce
- Johnny Weir

Soliści – 5. miejsce
Kobiety
- Sasha Cohen

Solistki – 
- Emily Hughes

Solistki - 7. miejsce
- Michelle Kwan

Solistki - nie wystartowała
- Kimmie Meissner

Solistki – 6. miejsce
Pary
- Tanith Belbin, Benjamin Agosto

Pary taneczne – 
- Melissa Gregory, Denis Petukhov

Pary taneczne - 14. miejsce
- Marcy Hinzmann, Aaron Parchem

Pary sportowe - 13. miejsce
- Rena Inoue, John Baldwin

Pary sportowe - 7. miejsce
- Jamie Silverstein, Ryan O’Meara

Pary taneczne - 16. miejsce

### Łyżwiarstwo szybkie
Mężczyźni
- KC Boutiette

5000 m - 19. miejsce
- Joey Cheek

500 m – 
1000 m – 
1500 m - 9. miejsce
- Kip Carpenter

500 m - 26. miejsce
- Shani Davis

1000 m – 
1500 m – 
5000 m - 7. miejsce
- Casey FitzRandolph

500 m - 12. miejsce
1000 m - 9. miejsce
- Tucker Fredricks

500 m - 25. miejsce
- Chad Hedrick

1000 m – 6. miejsce
1500 m – 
5000 m – 
10 000 m – 
- Charles Leveille

10 000 m - 15. miejsce
- Derek Parra

1500 m - 19. miejsce
- KC Boutiette
Chad Hedrick
Charles Leveille
Clay Mull
Derek Parra

Sztafeta – 6. miejsce
Kobiety
- Margaret Crowley

3000 m - 22. miejsce
- Kristine Holzer

3000 m - 27. miejsce
- Maria Lamb

1500 m - 24. miejsce
- Elli Ochowicz

500 m - 23. miejsce
1000 m - 32. miejsce
- Catherine Raney

1500 m - 18. miejsce
3000 m - 11. miejsce
5000 m - 7. miejsce
- Jennifer Rodriguez

500 m - 11. miejsce
1000 m - 10. miejsce
1500 m - 8. miejsce
- Amy Sannes

500 m - 17. miejsce
1000 m - 25. miejsce
- Chris Witty

500 m - 28. miejsce
1000 m - 27. miejsce
- Margaret Crowley
Maria Lamb
Catherine Raney
Jennifer Rodriguez
Amy Sannes

Sztafeta – 5. miejsce

### Narciarstwo alpejskie
Mężczyźni
- Jimmy Cochran

slalom – 12. miejsce
- Chip Knight

slalom – 18. miejsce
- Ted Ligety

gigant − DNF
slalom − DNF
kombinacja – 
- Scott Macartney

zjazd – 15. miejsce
supergigant - 7. miejsce
kombinacja - 16. miejsce
- Bode Miller

zjazd – 5. miejsce
supergigant − DNF
gigant – 6. miejsce
slalom − DNF
kombinacja − DNF
- Steve Nyman

zjazd – 19. miejsce
supergigant - 43. miejsce
kombinacja - 29. miejsce
- Daron Rahlves

zjazd – 10. miejsce
supergigant - 9. miejsce
gigant − DNF
- Erik Schlopy

gigant - 13. miejsce
Kobiety
- Kirsten Clark

zjazd – 21. miejsce
supergigant - 14. miejsce
- Stacey Cook

zjazd – 19. miejsce
gigant - 23. miejsce
- Lindsey Kildow

zjazd – 8. miejsce
supergigant - 7. miejsce
slalom – 14. miejsce
kombinacja − DNF
- Kristina Koznick

slalom − DNF
- Libby Ludlow

supergigant - 28. miejsce
- Julia Mancuso

zjazd – 7. miejsce
supergigant - 11. miejsce
gigant – 
kombinacja - 9. miejsce
- Kaylin Richardson

kombinacja - 17. miejsce
- Sarah Schleper

gigant − DNF
slalom – 10. miejsce
- Resi Stiegler

slalom – 12. miejsce
kombinacja - 11. miejsce

### Narciarstwo dowolne
Mężczyźni
- Eric Bergoust

skoki akrobatyczne - 17. miejsce
- Jeremy Bloom

jazda po muldach – 6. miejsce
- Travis Cabral

jazda po muldach - 9. miejsce
- Toby Dawson

jazda po muldach – 
- Travis Mayer

jazda po muldach - 7. miejsce
- Joe Pack

skoki akrobatyczne - 15. miejsce
- Jeret Peterson

skoki akrobatyczne - 7. miejsce
- Ryan St. Onge

skoki akrobatyczne - 16. miejsce
Kobiety
- Shannon Bahrke

jazda po muldach - 10. miejsce
- Emily Cook

skoki akrobatyczne - 19. miejsce
- Hannah Kearney

jazda po muldach - 22. miejsce
- Jana Lindsey

skoki akrobatyczne - 16. miejsce
- Michelle Roark

jazda po muldach - 18. miejsce
- Jillian Vogtli

jazda po muldach - 11. miejsce

### Saneczkarstwo
Mężczyźni
- Tony Benshoof

jedynki - 4. miejsce
- Jonathan Myles

jedynki - 18. miejsce
- Christian Niccum

jedynki - 23. miejsce
- Preston Griffal, Dan Joye

dwójka - 8. miejsce
Kobiety
- Courtney Zablocki

jedynki - 4. miejsce
- Erin Hamlin

jedynki - 12. miejsce
- Samantha Retrosi

jedynki − DNF

### Short track
Mężczyźni
- Alex Izykowski

1500 m - 12. miejsce
- Anthony Lobello

500 m - 23. miejsce
- Apolo Anton Ohno

500 m – 
1000 m – 
1500 m - 8. miejsce
- Rusty Smith

1000 m - 4. miejsce
- Alex Izykowski
J.P. Kepka
Apolo Anton Ohno
Rusty Smith

Sztafeta – 
Kobiety
- Allison Baver

500 m - 7. miejsce
1500 m - 12. miejsce
- Kimberly Derrick

1000 m − DNF
- Hyo-Jung Kim

500 m - 12. miejsce
1000 m - 8. miejsce
1500 m - 8. miejsce
- Maria Garcia
Allison Baver
Kimberly Derrick
Caroline Hallisey
Hyo-Jung Kim

Sztafeta - 4. miejsce

### Skeleton
Mężczyźni
- Eric Bernotas – 6. miejsce
- Kevin Ellis – 17. miejsce
- Chris Soule – 25. miejsce

Kobiety
- Katie Uhlaender – 6. miejsce

### Skoki narciarskie
Mężczyźni
- Alan Alborn

skocznia normalna − DNF
skocznia duża - 43. miejsce
- Clint Jones

skocznia normalna − DNF
skocznia duża − DNF
- Tommy Schwall

skocznia normalna − DNF
skocznia duża − DNF
- Jim Denney

skocznia normalna − DNF
skocznia duża − DNF
- Alan Alborn, Clint Jones, Tommy Schwall, Jim Denney

turniej drużynowy - 14. miejsce

### Snowboard
Mężczyźni
- Mason Aguirre

halfpipe - 4. miejsce
- Andy Finch

halfpipe - 12. miejsce
- Nate Holland

boardercross - 14. miejsce
- Tyler Jewell

gigant równoległy - 11. miejsce
- Danny Kass

halfpipe – 
- Jason Smith

boardercross – 6. miejsce
- Graham Watanabe

boardercross - 31. miejsce
- Seth Wescott

boardercross – 
- Shaun White

halfpipe – 
Kobiety
- Gretchen Bleiler

halfpipe – 
- Kelly Clark

halfpipe - 4. miejsce
- Rosey Fletcher

gigant równoległy – 
- Michelle Gorgone

gigant równoległy - 22. miejsce
- Elena Hight

halfpipe – 6. miejsce
- Lindsey Jacobellis

boardercross – 
- Hannah Teter

halfpipe – 